# Morgul
Morgul es una banda de black metal originaria de la ciudad de Råde, condado de Østfold, Noruega, formada en 1991.
En esencia, es una banda de estudio con un único miembro llamado Jack D. Ripper ("Jack el Destripador"), a menudo conocido con el alias de Maestro Discordio. Su verdadero nombre resulta desconocido en los medios metaleros.

## Nombre
En la historia de El Señor de los Anillos Morgul es el "Sindarin élfico", palabra que significa "fantasma negro".  Es probable que se conciba como el nombre del Rey Brujo de Angmar, el líder de los Nazgûl. La hoja que usó en la Cima de los Vientos se llama puñal de Morgul, y el nombre de su fortaleza era Minas Morgul (Torre de los Espectros Negros).
Sin embargo, no resulta claro si este nombre fue tomado directamente del libro de J. R. R. Tolkien para identificar a esta banda noruega, aunque todo parece indicar que así fue.

## Historia
Morgul emergió en los alrededores de la capital Oslo, Noruega en 1991. En ese mismo año, grabaron dos cintas demo: Vargvinter y In Gowns Flowing Wide, los cuales sobresalieron en la escena underground de su país. Esto les facilitó ser contratados y grabar luego para el sello austríaco Napalm Records. La banda para esta época consistía solamente por el batería conocido sólo como Hex, mientras que todos los instrumentos restantes le correspondían a su líder fundador Jack D. Ripper: guitarra, bajo, teclados y los vocales. 
En términos generales; su estilo se orienta hacia un black metal sinfónico o melódico, gracias al aporte de arreglos musicales como teclados que crean una atmósfera oscura, y un violín que aparece en los momentos precisos. La voz de Ripper es la característica gutural del género. Ellos juntos grabaron dos álbumes de estudio Lost in Shadows Grey y Parody of the Mass. Estos fueron realizadps en los Abyss Studios en Suecia por Mikael Hedlund de Hypocrisy, especialmente interesado en Morgul dentro del género undergrownd. Pronto los medios los mencionaron como el tesoro oculto dentro de la escena negra del metal. En 1999, la agrupación firmó con Century Media Records y comenzaron a trabajar en un nuevo material, con el que rompieron los límites de un género oscuro algo atestado del metal y subió con un sonido más variado y más personal. Este álbum también marcó un cambio en productor y estudio. A diferencia de los dos primeros álbumes, el siguiente, The Horror Grandeur, fue producido por Terje Refsnes en los Soundsuite Studios al sur de Francia. Para muchos críticos, The Horror Grandeur es el mejor álbum realizado a la fecha.
Es también de interés mencionar que después de la grabación de este disco, Hex y Jack D. Ripper se separaon por diferencias musicales y personales, dejando a Ripper como el único responsable de Morgul. Sólo se contó con un músico invitado para esta producción, Pete Johansen (The Scarr, The Sins of Thy Beloved, Sirenia, Tristania) un sorprendente y talentoso violinista del oeste de Noruega.
En 2001, Morgul vuelve de nuevo al estudio y graba Sketch of Supposed Murderer, que significó el último bajo el sello discográfico de Century Media. En abril de 2002, Ripper graba en el Soundsuite Studio la totalidad de los vocales para la banda suiza Meridian en su primer álbum The Seventh Sun. En 2004, después de mucha vacilación y de pensamientos de dejar la escena musical, los Morgul (Hex y Ripper) entran al Soundsuite de nuevo para producir All Dead Here. Este álbum ofrece de nuevo a Pete Johansen en los violines. Un año más tarde (2005) el álbum se pública en la etiqueta Season of Mist. 
Jack D. Ripper se encuentra ahora residiendo en Detroit, Míchigan, Estados Unidos, donde está trabajando en su siguiente álbum. Se desconoce cuándo saldrá a la venta o bajo cuál etiqueta.

## Discografía
Álbumes de estudio
- 1997: Lost in Shadows Grey
- 1998: Parody of the Mass
- 2000: The Horror Grandeur
- 2002: Sketch of Supposed Murderer
- 2005: All Dead Here

Demos
- 1992: Vargvinter
- 1994: In Gowns Flowing Wide

## Miembros
- Jack D. Ripper - vocales, guitarra, bajo, teclista, batería programada, arreglos musicales.

Miembros de estudio
- Pete Johansen - violín en "The Horror Grandeur" y "All Dead Here".
- Jean-Philippe Sterverlynck - violín en "Sketch Of Supposed Murderer".
- Tom Cuper - baterista de sesión en "Sketch Of Supposed Murderer" y "All Dead Here".

Miembros fundadores
- Hex – batería (1990-1999)

### Morgul en bases de datos en línea
- Página Musicbrainz.org
- Discografía de Morgul en Discogs
- Morgul en Encyclopaedia Metallum
- Jack D. Ripper en Encyclopaedia Metallum

- Datos: Q1111688